# Emmanuel Debarre
LE SCULPTEUR VIT RETIRÉ DANS LE MARAIS VENDÉEN
Emmanuel Debarre, M. Hulot et la Marianne scandaleuse
PAR ALAIN THOMAS, JOURNALISTE INDÉPENDANT
Après des années d’itinérance, Emmanuel Debarre a posé ses ciseaux et massettes dans le plat pays du Marais vendéen. Le sculpteur, né aux Sables-d’Olonne, a modelé la statue de bronze de Jacques Tati - M. Hulot, penchée sur la plage de Saint-Marc à Saint-Nazaire. Il travaille dans son refuge le marbre de Carrrare ou de Belgique, le granit veiné de bleu du Brésil et le plexiglass, attaché aux reflets et aux effets de la transparence. En retrait, loin de la tempête déclenchée à la fin des années soixante-dix par une de ses œuvres, une Marianne dénudée. 
Lorsque non pas un, mais bien quatre hiboux moyens-ducs prennent leur envol des branches basses d'un saule au bord d'un étier entourant la « bourrine » d'Emmanuel Debarre, dans cette belle soirée d'été, comment ne pas y voir une allégorie de l'oiseau de Minerve ponctuant finalement ce long entretien avec l'artiste vendéen ? En plein marais breton, alors que la flèche du clocher de l'église de Bouin s'érige dans le ciel bleu du soir,  le crépuscule pointe à l'heure de l'envol des oiseaux de nuit. Si les Grecs anciens associaient la déesse Athéna (Minerve chez les Romains) à la chouette chevêche, quatre hiboux ne pourraient-ils symboliquement faire l'affaire pour méditer sur le sort du monde ? À quelques aigrettes près, ces sortes d'oreilles de vigilance et d'inquiétude dressées sur la tête des hiboux, une chouette ne ressemble-elle pas pour le profane au hibou ?
Pour Emmanuel Debarre, c'est un instant de contemplation émouvante. Comme un instant de sagesse accomplie dans une solitude assumée, après ses millions de coups de ciseaux donné dans le marbre de Carrare ou de Belgique, le granit bleu du Brésil, le bois, l'altuglass – plexiglass translucide ou coloré. Une sorte de récompense de la Nature d'avoir élu sa résidence-atelier, depuis une vingtaine d'années, dans ce coin isolé. Ici, peu de pierre, hormis quelques quartz épars, le sol est tout entier constitué dans le temps géologique par les sédiments de la Loire. Comme une poussière sédimentaire de son œuvre, une de ses sculptures, à forte notoriété populaire, pointe le bout de sa pipe – une pipe d'ailleurs souvent vandalisée – à l'extrémité de l'estuaire de la Loire. Monsieur Hulot en vacances, les deux mains sur les reins, penché comme pour mieux voir en contrebas la plage de Saint-Marc à Saint-Nazaire, figure le portrait en pied du cinéaste Jacques Tati (hauteur 2,05 mètres, bronze, 1998).
Cette sculpture marque comme la fin d'une longue histoire de représentation des réalisateurs de cinéma commencée dans les années 1980. En effet, l'artiste né aux Sables-d'Olonne, au lendemain de la Deuxième Guerre mondiale, passé par le lycée Clemenceau à Nantes (dans les classes préparatoires de mathématiques spéciales), s'amuse d'avoir représenté, en 1983, quelques éminents réalisateurs qu’il fréquentait, en groupe, dans leur plus simple appareil. Sur papier velin d'arche satiné à la pointe de crayon bleu, les dessins de nus apportent un caractère documentaire inédit à l'histoire du cinéma contemporain. Y figurent Claude Miller, Yves Boisset et quelques autres : « Joseph Losey[1], couilles à l'air, c'était pas mal. En plus il me l'a acheté ! » 
DANS L’ATELIER DE GIACOMETTI
Emmanuel Debarre s'est rapidement débarrassé des ambitions familiales de devenir architecte. En 1968 à Pâques, il quitte Nantes et la classe préparatoire du lycée pour tenter la vie d'artiste à Paris. Dès l'enfance, le dessin était primordial, avec une fascination pour les rides de sable de la plage. « Ces rides ondulantes me fascinaient par leur propension à se reproduire chaque jour sans savoir si ces plis étaient identiques à ceux de la veille, je les ai donc dessinées et redessinées, établissant les premières œuvres me conduisant au drapé, le drapé opposé à la nudité. » En 1974, lors de son premier voyage artistique et initiatique à Rome, dans l'embrasure de la porte de l'église Santa-Maria-della-Vittoria, il aperçoit un drapé nimbé de lumière blanche. En poussant la porte, il découvre la sculpture de L'extase de sainte Thérèse d'Avila du Bernin. « Je compris tout ce dont mon travail futur découlerait, ouvrir ou fermer les portes, surtout montrer ou taire. »
Quelles années plus tôt, en 1965, pour vérifier si la sculpture est vraiment une passion de l'âme et non une lubie adolescente, il frappe à la porte de l'atelier de Giacometti à Montmartre. Le maître italien le reçoit. Il pose pour lui. Lui, pose des questions, discute puis reste silencieux dans un coin, tant et si bien qu'il l'oublie. « J'étais fasciné par son œuvre magistrale, mais je voulais aussi vérifier si j'étais apte à faire ce boulot. Le conseil qu'il m'a donné : petit, travaille, travaille, travaille. » Alors plutôt assidu à la pratique du piano, il ne pourra continuer la musique, un accident de vélo mettant à mal la dextérité de sa main gauche. « La taille de la pierre est un monde à part, tu es dans le son. Un aveugle peut tailler la pierre, un sourd ne peut pas. C'est le son qui coupe la pierre, c'est le son qui guide quand tu tailles, c'est une ondulation, une vibration qui casse la pierre. »
Le travail du sculpteur orne, sur la demande d'un éminent ministre, un des bastions les plus prestigieux de la République : l'hôtel des ministres de Bercy, le saint des saints du ministère des l’Économie et des Finances, accueille depuis 2007, une œuvre d'Emmanuel Debarre, Colonne drapée (marbre noir de Belgique, 1982). Auparavant, il a connu une désillusion artistique. En cause, son interprétation des mythes antiques sous les traits de la Marianne républicaine : en 1979, les foudres de la censure s’abattent sur lui. Elles visent une de ses œuvres, présentée à un concours de la Ville de Paris, pour un buste de Marianne. Quelques philistins réactionnaires prétendus détenteurs du bon goût et de l'honneur de la République lui interdiront d’appeler son buste Marianne. Sans oublier une mise aux arrêts, sans jugement, pendant quatre jours. « Je voulais travailler sur “l’ultra-nudité” et le mythe de Salomé, la figurer dans une Marianne symbole de la République. En lisant une nouvelle d’Alphonse Allais dans laquelle au septième voile enlevé, Salomé est nue lorsque les sbires du sultan continuent l’effeuillage mythologique et la dépècent. J'ai décidé de mettre une fermeture éclair et un bonnet phrygien et des cheveux bouclés à mon buste. » Menaces intimidations pour atteinte à la République. Pour une réinterprétation de Salomé, ils veulent sa tête… puis de sombres procès avec comme avocate Gisèle Halimi. Il refuse de détruire son œuvre. Il concède un changement de nom, Marianne devient Marie-Jeanne. Homme sensible, Emmanuel Debarre porte toujours en lui cet attentat à son œuvre comme une blessure. Il s’en amuse en allumant une bougie sur la tête d’un autre buste trônant sur sa cheminée. Eosphoros, le porteur de lumière, sans doute le père des Hespérides, ces nymphes du jardin merveilleux. 
NOIR, BLEU ET TRANSPARENCE
Emmanuel Debarre garde des émotions esthétiques intactes quand il se souvient de l'invitation de Dominique Costa de Beauregard, alors conservateur du musée Dobrée à Nantes : « Il a sorti les carnets et huit dessins de Léonard de Vinci et sept de Dürer, tous issus des collections du musée de L'Albertina de Vienne. C'étaient là de pures merveilles. » En 1968, il peint des toiles aux thèmes variés, éclectiques, ainsi ces aplats de trames labyrinthiques noires, sérielles, qui peuvent s'apparenter à Supports/Surfaces, le mouvement de la fin des années soixante « Mes toiles peintes en 1968 me semblaient trop abouties, j'étais allé trop vite, trop loin, il a fallu tout remettre à plat, l'aventure d'une œuvre doit raconter une histoire, avoir un sens et un élan. Grandir, ce serait mieux qu'être déjà grand, je savais que le chemin serait long. » En 1974, sa première exposition majeure présente ses œuvres faites de monochromes bleus au Musée d'art de l'abbaye Sainte-Croix des Sables-d'Olonne.
Une figure tutélaire de l'art régional, Pierre Chaigneau, conservateur chargé de transformer l'abbaye des Sables-d'Olonne en musée d'art moderne et contemporain – en initiant le fonds Gaston Chaissac [lire en p. ] –, puis du réaménagement du musée des arts décoratifs du château des ducs de Bretagne de Nantes, a longtemps entretenu des conversations ininterrompues avec Emmanuel Debarre, jusqu’à sa disparition en 2004 « Nous parlions beaucoup, de choses simples, se remémore l’artiste. Dans ses derniers mails, il me disait : “Je me sens comme les rides de sable à marée basse”. » Dans une sensibilité à peine voilée par une pudeur naturelle, Emmanuel Debarre rappelle, qu'il « a fait la tombe de Pierre Chaigneau » au cimetière de Saint-Sébastien-sur-Loire.
Tandis que dans ce coin du marais nord, le sculpteur vendéen commence sa nouvelle performance : creuser l'argile de sa propriété pour y créer un bassin de 80 mètres carrés. Un miroir d'eau dans lequel quatre œuvres offriront un reflet : telles des constellations interstellaires circulaires, ces apparitions suggéreront la création du monde dans le granit du Brésil aux veines bleutées surgissant de la pierre qui s’enduit de denses reflets bleus  « Ce sont des sculptures faites pour des fontaines, explique-t-il, du granit azul-bahia du Brésil, une pierre très rare et exigeante qu’il ne faut pas polir mais adoucir. Trop de brillant la rend détestable voire repoussante. » Le noir, le bleu, la transparence restent ses viatiques artistiques. Une transparence qui apparaît dans le choix d'un de ses matériaux favoris : l'altuglass. Alors, dans l'abîme transparent de ce matériau, apparaît le voile pudique, le drapé insouciant de sa forme, dans lequel l'incidence de la lumière, les ombres capricieuses construisent une métaphysique de la forme.
[1] Réalisateur américain, parmi ses films : Le Messager (1970, primé au Festival de Cannes), Monsieur Klein (1976), Don Giovanni (1979)...
 (mai 2015).
Pour les articles homonymes, voir Debarre.
Emmanuel Debarre est un sculpteur français né le 9 novembre 1948 aux Sables-d'Olonne et mort le 28 février 2020 à La Roche-sur-Yon. 
Il est reconnu entre autres pour son art abstrait.

## Biographie
En 1965, la rencontre d'Emmanuel Debarre avec Alberto Giacometti est déterminante, elle confirme son désir de consacrer sa vie à la sculpture et au dessin. après quelques études de mathématiques au lycée Clemenceau à Nantes, il s’installe à Nice et prépare ses premières études sur les couleurs primaires. Debarre rencontre Max Ernst à la galerie Alphonse Chave à Vence. De retour à Paris en 1973 il commence une série de monochromes bleus qui seront exposés en février 1974 au musée de l’Abbaye Sainte Croix des Sables d’Olonne. Là, il y rencontre le sculpteur italien Antonino Virduzzo qui l’invite à venir travailler dans un de ses ateliers à Rome.
Les six ans qui suivirent lui font découvrir l’art baroque et ses très nombreux drapés. De retour à Paris, il commence un long travail sur des sculptures en marbre noir de Belgique puis en granit bleu du Brésil, l’azul bahia. Ses travaux continueront ensuite sur un matériau contemporain, l’altuglas. Le noir, le bleu et la transparence seront toujours la base de son travail.

## Sculptures permanentes
Emmanuel Debarre a érigé la statue de bronze sur le lieu du tournage du film « Les Vacances de monsieur Hulot » à Saint-Marc-sur-Mer,,, commune de Saint-Nazaire.
- 1987 : Répons, sculpture en labrador, hauteur 3 mètres, port de Larvik (Norvège)
- 1989 : Répons, sculpture monumentale, hauteur 6 mètres 20, en labrador de Norvège,
- Faculté des lettres et bibliothèque universitaire d'Angers (France)

## Principales expositions
- 1974 : Musée de l’Abbaye sainte Croix – les Sables d’Olonne  (textes de Claude Fournet, Henry-Claude Cousseau, René Giraudet, Remiggio Dalla-Valle, Samuel Trampsoup, Wystan Hugh Auden)
- 1976 : Abbaye Saint-Germain d’Auxerre (textes de Claude Fournet, Samuel Trampsoup)
- 1978 : Galerie le Compostelle Lille (textes de Pierre Chaigneau)
- 1979 : Centre culturel de Montbéliard (texte de Paul-Louis Rossi)[9]
- 1980 : Centre culturel français de Rome (textes de Luciano Marciano, Pierre Chaigneau)
- 1982 : Columbia University New York
- 1985 : Foyer européen des Beaux Arts, Grand Duché du Luxembourg (texte de Gilbert Erouart)
- 1987 : Symposium de Larvik,Norvège (film de Christine Römm)
- 1988 : rétrospective Alpha du Lion, Paris (texte de Jean-Claude Montel film, Cœur de pierre de Aïna Walle)
- 2000 : installation de son atelier dans un polder du nord Vendée
- 2005 : la Joconde de Milo, groupe en marbre noir fin de Belgique (Stabat Mater, textes de Vincent Planet et Anne Portugal)
- 2010 : rétrospective – Chapelle des Jésuites, Nantes (film Nantes 7)
- 2014 : 45 ans de création. Exposition palais des congrès, Odyssea, Saint Jean de Monts 85160 France

## Collections publiques
- Musée de l’Abbaye Sainte Croix des Sables d’Olonne, monochrome bleu
- Centre d’action culturelle de l’Yonne, monochrome bleu
- Centre d’action culturelle de Compiegne, monochrome bleu
- Musée d’art moderne du Nord, Villeneuve d’Ascq, dessin mine de plomb
- Musée d’Art Moderne de Nice, colonne drapée en Altuglas
- Fonds National d’Art Contemporain Paris Beaubourg, colonne drapée en marbre noir[10]
- Université d’Angers, « Répons » sculpture monumentale en labrador de Norvège
- Saint-Marc-sur-Mer, Loire Atlantique, statue en bronze de Monsieur Hulot, d'après Jacques Tati